# Mononucleaire cel
Mononucleaire cellen zijn cellen met een celkern: lymfocyte (T-cellen, B-cellen, NK-cellen) en monocyten.